# Hans Krausner
Hans Krausner (1928 – Semmering, giugno 2014) è stato uno slittinista austriaco.

## Biografia
Gareggiò per la nazionale austriaca sia nel singolo sia nel doppio; in quest'ultima specialità fece coppia con partner differenti ogni anno.
Prese parte a due edizioni dei campionati mondiali, aggiudicandosi la medaglia d'oro nella specialità biposto nella prima edizione ad Oslo 1955 insieme a Josef Thaler; in quella stessa rassegna iridata ottenne anche il suo miglior risultato nel singolo giungendo dodicesimo.
Nelle rassegne continentali conquistò quattro podi consecutivi nel doppio in altrettante edizioni: ad Igls 1951 vinse l'oro con Rudolf Peyfuss, a Garmisch-Partenkirchen 1952 giunse secondo insieme a Luis Schlögel, a Cortina d’Ampezzo 1953 bissò il titolo europeo in coppia con Wilhelm Lache ed a Davos 1954 ottenne il bronzo con Josef Leistenritt; conquistò inoltre una medaglia d'argento nella gara individuale ad Imst 1956.
Durante la stagione 1956/57 subì un gravissimo infortunio che lo costrinse a concludere anzitempo la carriera.
Krausner è deceduto nel giugno del 2014 all'età di 86 anni a Semmering.

## Palmarès

### Mondiali
- 1 medaglia:
  - 1 oro (doppio ad Oslo 1955).

### Europei
- 5 medaglie:
  - 2 ori (doppio ad Igls 1951; doppio a Cortina d’Ampezzo 1953);
  - 2 argenti (doppio a Garmisch-Partenkirchen 1952; singolo ad Imst 1956);
  - 1 bronzo (doppio a Davos 1954).